# Лебедевка (Житомирская область)
Лебеде́вка (укр. Лебедівка) — село на Украине, основано в 1937 году, находится в Новоград-Волынском районе Житомирской области.
Население по переписи 2001 года составляет 290 человек. Почтовый индекс — 11784. Телефонный код — 4141. Занимает площадь 1,324 км².

## Адрес местного совета
11784, Житомирская область, Новоград-Волынский р-н, с. Лебедевка